# 小行星5281
小行星5281（英語：5281 Lindstrom）是一颗围绕太阳公转的小行星。1988年9月6日，舒爾特·巴斯在托洛洛山发现了此天体。
这颗小行星的绝对星等为258.4454039631343等。